# Виейра, Вероника
Вероника Виейра (исп. Verónica Vieyra) — аргентинская актриса. Приобрела известность в России благодаря роли в аргентинском сериале «Дикий Ангел».

## Биография

### Юность
Родилась 24 марта 1968 года. Место рождения — Гуалегуайчу, провинция Энтре-Риос, Аргентина. Снялась всего в нескольких фильмах (жанры драма, мелодрама, комедия): первый фильм 1995, последний — 2008.

### Карьера
Первый фильм с участием Вероники Виейра вышел в 1995 году. Вышедший в 1998 году сериал «Дикий ангел» подарил ей головокружительный успех. Именно благодаря этому фильму она стала известна российским телезрителям. Актриса сыграла героиню, девушку Викторию, во многом похожую на себя. Тщеславная, гордая девушка, которая ни о ком не думает кроме себя, постоянно капризничает и требует к себе королевского отношения. Её все любят. Несмотря на множество отрицательных качеств в характере, очаровательная блондинка сразу понравилась любителям сериала. После этого фильма она снялась в телесериалах «Провинциалка» и «Телохранитель». Всего на счету аргентинской красавицы 11 ролей в различных фильмах.
Была на телевидении в роли ведущей. Шоу «Идеальная пара», которое она вела, пользовалось большим интересом. Вместе с астрологом и врачом, которые выступали в качестве экспертов программы, Вероника помогала женщинам подобрать себе спутника жизни.

### Личная жизнь
Вероника была замужем за известным аргентинским певцом Хосе Луисом Родригесом (Сильвестре). В своего будущего мужа она влюбилась, когда ей было всего 12 лет. Муж был старше её на 16 лет. У них родились в браке двое детей - Макарена и Камила. А также они воспитывают четверых детей от первого брака Сильвестре. Одно время она хотела усыновить детей, которые не имеют родителей, но потом передумала и считает, что может ещё родить сама.

## Фильмография
| Год       |   | Русское название                | Оригинальное название        | Роль                                                               |
| --------- | - | ------------------------------- | ---------------------------- | ------------------------------------------------------------------ |
| 1994      | ф |                                 | Facundo, la sombra del tigre |                                                                    |
| 1994—1995 | с | Непокорное сердце               | Inconquistable corazón       |                                                                    |
| 1995      | с | Американские горки: Возвращение | Montaña rusa, otra vuelta    | исп. Marisa                                                        |
| 1995—1996 | с | Женщины навсегда                | Por siempre mujercitas       | исп. Laura Levin                                                   |
| 1997      | с | Полтора апельсина               | Naranja y media              | исп. Ángeles 'Lali' Zabala                                         |
| 1997      | ф | Шаблоны                         | Comodines                    | (эпизод)                                                           |
| 1998—1999 | с | Дикий ангел                     | Muñeca Brava                 | Виктория Ди Карло Рапалло / исп. Victoria 'Vicky' Di Carlo Rapallo |
| 1999      | с | Провинциалка                    | Cabecita                     | исп. Yoli                                                          |
| 2001      | с | PH                              | PH                           | исп. Emma/Natalia                                                  |
| 2002—2003 | с | Максимо в моем сердце           | Máximo corazón               | исп. Dr. Ana Ricci                                                 |
| 2004      | с |                                 | Panadería "Los Felipe"       | исп. Renata                                                        |
| 2005—2006 | с | Телохранитель                   | Amor en custodia             | исп. Noelia                                                        |
| 2005      | с | Идеальная пара                  | La pareja ideal (телешоу)    | ведущая                                                            |
| 2005      | с | Говоря о любви                  | Se dice amor                 | исп. Carmen                                                        |
| 2008      | с | Patita Feo                      | Patita Feo                   | исп. Francisca                                                     |